# Escaphiella itys
Espèce
Synonymes
- Scaphiella itys Simon, 1893
- Scaphiella scutata Chickering, 1968

Escaphiella itys est une espèce d'araignées aranéomorphes de la famille des Oonopidae.

## Distribution
Cette espèce se rencontre au Venezuela, en Colombie, à Curaçao, à Bonaire, aux îles Caïmans et en Jamaïque,.

## Description
Le mâle holotype mesure 2 mm
Le mâle décrit par Platnick et Dupérré en 2009 mesure 1,57 mm et la femelle 1,69 mm.

## Systématique et taxinomie
Cette espèce a été décrite sous le protonyme Scaphiella itys par Simon en 1893. Elle est placée dans le genre Escaphiella par Platnick et Dupérré en 2009.
Scaphiella scutata a été placée en synonymie par Platnick et Dupérré en 2009.

## Publication originale
- Simon, 1893 : « Arachnides. Voyage de M. E. Simon au Venezuela (décembre 1887 - avril 1888). 21e Mémoire. » Annales de la Société Entomologique de France, vol. 61, p. 423-462 (texte intégral).